# Matthew Healy
Matthew James Healy (Boston, 12 april 2002) is een Iers-Amerikaans voetballer die sinds 2023 uitkomt voor Francs Borains.

## Carrière
Healy sloot zich in 2018 aan bij de jeugdopleiding van Ipswich Town. Eind januari 2022 leende de club hem uit aan de Ierse tweedeklasser Cork City. Daar maakte hij op 18 februari 2022 zijn officiële debuut in het eerste elftal: in de competitiewedstrijd tegen Bray Wanderers AFC (0-6-zege) liet trainer Colin Healy hem een kwartier voor tijd invallen. Healy speelde dat seizoen mee in 26 van de 32 competitiewedstrijden en promoveerde op het einde van het seizoen naar de League of Ireland Premier Division met de club.
In januari 2023 werd Healy door Ipswich Town opnieuw uitgeleend aan Cork City. Ditmaal mocht hij er het seizoen evenwel niet afmaken, want in mei 2023 riep de Engelse club zijn middenvelder terug. In juli 2023 tekende hij bij de Belgische tweedeklasser Francs Borains.